# Mercedes Masöhn
Mercedes Masöhn (egenkonstruerat efternamn som bygger på hennes och två barndomsvänners efternamn, även Masohn eller Mason), född 3 mars 1982  (30 mars 1982 enligt svensk folkbokföring), uppvuxen i Linköpings Ryd i Sverige och tidigare svensk medborgare, är en svensk-amerikansk skådespelerska. Bland annat har hon haft roller i TV-serierna Chuck , NCIS: Los Angeles, NCIS, Californication, Castle samt Fear The Walking Dead. Hon flyttade med familjen (och sin syster Tannaz Hazemi ) från Sverige till USA 1993. Mercedes Mason blev 18 maj 2016 amerikansk medborgare. I programmet Skavlan den 30 september 2016, berättade Mercedes Mason att hon inte längre talar svenska, men att hon förstår allt. Däremot talar hon flytande farsi, dari och engelska, samt kan även spanska och franska.